# 1516
| 1516               |
| ------------------ |
| Dødsfald - Fødsler |
| • Litteratur       |

| Gregoriansk kalender | 1516 MDXVI              |
| Ab urbe condita      | 2269                    |
| Armensk kalender     | 965 ԹՎ ՋԿԵ              |
| Kinesiske kalender   | 4212 – 4213 乙亥 – 丙子 |
| Etiopisk kalender    | 1508 – 1509             |
| Jødisk kalender      | 5276 – 5277             |
| Hindukalendere       |                         |
| - Vikram Samvat      | 1571 – 1572             |
| - Shaka Samvat       | 1438 – 1439             |
| - Kali Yuga          | 4617 – 4618             |
| Iransk kalender      | 894 – 895               |
| Islamisk kalender    | 922 – 923               |

Konge i Danmark: Christian 2. 1513-1523
Se også 1516 (tal)

## Begivenheder
- Biskop Gustav Trolle stiller sig i spidsen for en gruppe som ønsker at afsætte Sten Sture (den yngre) fra det svenske rigsforstanderembede.
- Efteråret – Sten Sture angriber Gustav Trolle og belejrer ham i borgen Stäket ved Mälaren. Stens propaganda mod Gustav fører til at bønderne omkring Stäket nægter at betale tiende.
- Christian 2. forsøger med Ruslands hjælp at isolere Sverige gennem en embargo.
- Ängelholm får købstadsrettigheder.

## Født
- 14. januar – Herluf Trolle, dansk søhelt (død 1565).
- 18. februar – Maria I, dronning af England 1553 til sin død (død 1558).
- Magdalena Sture, datter af Sten Sture d.y. (død 1521).

## Dødsfald
- 23. juni – Ferdinand 2. af Aragonien, konge af Aragonien, Castilien, Sicilien, Neapel, Navarra, og greve af Barcelona (født 1452).
- 9. august – Hieronymus Bosch, nederlandsk kunstner (født ca. 1450).
- 13. december – Johannes Trithemius, abbed (født 1462).